# Xue zai feng shang
Xue zai feng shang er en Hongkong film fra 1990 af Chor Yuen.

## Medvirkende
- Waise Lee som Hung
- Idy Chan som Sophia Chow
- Alex Fong som Chan Chi-sing
- Carrie Ng som Fong
- Ng Man-tat som Tat
- Lo Lieh som Ming
- Chen Kuan-tai
- Stanley Fung
- Pau Fong som Lung